# Pachyschelus alvarengai
Pachyschelus alvarengai es una especie de escarabajo joya del género Pachyschelus, familia Buprestidae. Fue descrita científicamente por Cobos en 1967.